# Ingersoll (Uhrenmarke)

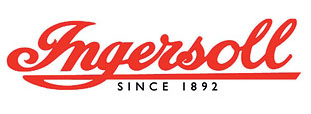
Ingersoll

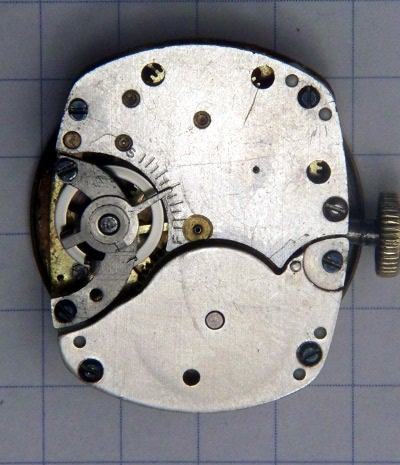
Ingersoll Uhrwerk „Model 20“

Ingersoll ist eine ursprünglich amerikanische Uhrenmarke.

## Geschichte
1880 gründeten die Brüder Robert Hawley und Charles Henry Ingersoll in New York den Versandhandel Robert H. Ingersoll & Brother. Ab 1892 verkauften sie die ersten Uhren, produziert von der Waterbury Clock Company.

### "Dollar Watch"
1896 führten die Brüder Ingersoll die Taschenuhr "Yankee" ein. Aufgrund ihres markanten Verkaufspreises von $1,00 (damals circa ein Tageslohn) wurde sie unter dem Namen "Dollar Watch" weltweit berühmt. 1899 wurden täglich 8.000 Stück aus gestanzten Teilen in günstiger Massenproduktion hergestellt. Innerhalb von 20 Jahren wurden mehr als 40 Millionen dieser Uhren verkauft.
1905 ging Ingersoll nach England und bot dort die Taschenuhr "Crown" zum Preis von 5 Shilling (damals circa $1,00) an. Produziert wurden diese von der Ingersoll Watch Company Ltd. in London.

### Insolvenz und Übernahme
Im Dezember 1921 musste "Robert H. Ingersoll & Brother" Insolvenz anmelden. Bis zu diesem Zeitpunkt hatte das Unternehmen bereits circa 70.000.000 Uhren verkauft. Ein Jahr später wurde es gegen den Widerstand der beiden Brüder von der Waterbury Clock Company zum Preis von $1.500.000 übernommen. Die Brüder behielten den Markennamen und verkauften unter ihm unter anderem die erste Mickey-Mouse-Uhr, bei der die Zeiger in Form der Hände von Mickey Mouse gestaltet waren.

## Ingersoll heute
Die weltweiten Markenrechte, ausgenommen in den USA und Kanada, in der Nizza-Klasse 14 gehören Ingersoll Ltd. in London. Deren Eigentümer ist die Firma Zeon Ltd. in London. Die Markenrechte für die USA und Kanada hält die Timex Group als Nachfolgerin der Waterbury Watch Company.
Stand 2007 wurden Ingersoll-Uhren in China hergestellt.
In Deutschland und Österreich werden Ingersoll-Uhren seit dem 1. April 2019 von der Elysee Group in Düsseldorf vertrieben. Zuvor erfolgte der Vertrieb durch die Cristano GmbH.